# Sandnes Stadion
Sandnes Stadion – wielofunkcyjny stadion w Sandnes, w Norwegii. Został otwarty 19 czerwca 1927 roku. Może pomieścić 4969 widzów. Do końca 2019 roku swoje spotkania rozgrywali na nim piłkarze klubu Sandnes Ulf. Obiekt położony jest na terenie kompleksu sportowego Sandnes Idrettspark.
Od momentu powstania Sandnes Ulf piłkarze tego klubu grywali na różnych wynajmowanych boiskach. W grudniu 1919 roku otrzymali teren pod nowe boisko w pobliżu obecnej stacji kolejowej Skeiane, w miejscu gdzie mieści się dziś budynek szkoły średniej. Boisko to zwane było Pilesletta. W latach 20. XX wieku zaczęto jednak myśleć o budowie nowego obiektu. Sandnes Stadion wybudowano w latach 1925–1927 i zainaugurowano 19 czerwca 1927 roku meczem gospodarzy z drużyną Frøya (również z Sandnes), wygranym przez Ulf 4:3. Największe zasługi w powstaniu nowego stadionu miał Jac Petersen, który planował, zbierał środki na powstanie areny i sam aktywnie uczestniczył w budowie obiektu.
W 2009 roku na stadionie zainaugurowano sztuczne oświetlenie. Osadzone jest ono na czterech masztach i ma natężenie 1400 luksów.
Sandnes Stadion czterokrotnie był gospodarzem lekkoatletycznych mistrzostw Norwegii, w latach 1986, 2002, 2010 i 2017. W 2019 roku na arenie odbyły się zawody I ligi lekkoatletycznych drużynowych mistrzostw Europy.
W 2011 roku, na stulecie istnienia klubu, piłkarze Sandnes Ulf wywalczyli historyczny awans do Tippeligaen. Drużyna występowała w najwyższej klasie rozgrywkowej przez trzy sezony, w latach 2012–2014.
20 czerwca 2018 roku w niedużej odległości od Sandnes Stadion ruszyła budowa nowego, typowo piłkarskiego stadionu Øster Hus Arena. Oddanie do użytku nowej areny, na którą przenieśli się piłkarze Sandnes Ulf, miało miejsce 3 lutego 2020 roku. Pojemność nowego stadionu wynosi 6043 widzów.